# 押本映治
押本 映治（おしもと えいじ、1900年1月3日 - 1946年5月26日）は、日本の俳優である。本名は米村 俊民（よねむら としたみ）。芸名の表記は押本 英治、押本 暎治、押本 映二、押本 榮二と揺れがある。創立間もない松竹蒲田撮影所に所属した若手俳優で、大正末期までは冒険活劇のスターとして活躍、後年は日活多摩川撮影所、大映東京撮影所などであらゆる役柄をこなした名脇役として知られる。

## 来歴・人物
1900年（明治33年）1月3日、鳥取県岩美郡富桑村（現在の同県鳥取市行徳、鳥取市行徳町は誤り）に生まれる。富桑尋常高等小学校（現在の鳥取市立富桑小学校）を経て、旧制鳥取県立鳥取中学校（後の旧制鳥取県立鳥取第一中学校、現在の鳥取県立鳥取西高等学校）を卒業する。
1920年（大正9年）5月、映画俳優を志して国際活映角筈撮影所へ入社するが、都合により間も無く退社した、とされる。初期の資料である『映画新研究十講と俳優名鑑』（朝日新聞社）などによれば、1913年（大正2年）に大阪府大阪市へ移り、旧制大阪府立市岡中学校（現在の大阪府立市岡高等学校）に進学、同中学校卒業後は奈良県奈良市でモール映画協会を組織するが、1920年（大正9年）秋には製作を中止したという旨が記されている。同年9月14日、創立して間も無い松竹蒲田撮影所へ移籍、同年11月24日に公開された村田実監督映画『光に立つ女』で映画デビューを果たす。色浅黒く眉の太い好漢ぶりを買われて冒険活劇俳優として売り出され、関東大震災直後の1924年（大正13年）8月1日に公開された清水宏監督映画『峠の彼方に』では初主演。1928年（昭和3年）からは脇役に回るが、同年2月18日に公開された野村芳亭監督映画『道呂久博士』や、翌1929年（昭和4年）1月5日に公開された清水宏監督映画『森の鍛冶屋』など、以後も数多の作品に出演した。
『世界映画俳優名鑑 大正十一年度』（キネマ同好会）など一部の資料によれば、東京府荏原郡蒲田村女塚（現在の東京都大田区西蒲田辺り）、東京府荏原郡蒲田村蒲田新宿（後の同府東京市蒲田区新宿町、現在の東京都大田区蒲田辺り）に住み、身長は5尺3寸（約160.6センチメートル）から後に5尺3寸5分（約162.1センチメートル）、体重は15貫（約56.3キログラム）から後に16貫200匁（約60.8キログラム）となり、趣味は観劇、運動（野球・水泳・乗馬・拳闘）、カフェー漁りである旨が記されている。
1979年（昭和54年）10月23日に発行された『日本映画俳優全集 男優編』（キネマ旬報）などでは、松竹蒲田撮影所に在籍して以降の来歴は全く述べられていないが、1935年（昭和10年）1月15日に新設された松竹大船撮影所に参加した様子はなく、同時期に退社したものと思われる。その後はフリーランスとなっており、1937年（昭和12年）6月1日に公開された重宗務監督映画『オヤケアカハチ』など、主に東京発声映画製作所の作品に出演している。1940年（昭和15年）には日活多摩川撮影所に移籍し、同年5月8日に公開された野口博志監督映画『春ひらく』などに出演した。この間、1930年代後半から1940年代前半にかけて、新興キネマ東京撮影所に「押本英三（押本映三）」の名前が確認出来るが、全くの別人である。
1942年（昭和17年）1月27日、戦時統合による大映の設立以降も継続入社、日活多摩川撮影所改め大映東京第二撮影所（のちの大映東京撮影所、現在の角川大映撮影所）に所属して準主役・脇役出演を続け、老練な演技を見せた。ところが、1945年（昭和20年）7月26日に公開された田中重雄・吉村廉両監督映画『最後の帰郷』に出演した以降の出演作品が見当たらない。第二次世界大戦終結後の映画の出演歴は無く、以後の消息は不明とされていたが、翌1946年（昭和21年）6月に発行された『月刊 西日本』（西日本新聞社）にて、去る5月26日夜に病死したという旨が記されている。満46歳没。
初期に「押本七之助（1899年 - 1970年）の実弟」説が流れ、『日本映画俳優名鑑 昭和四年版』（映画世界社）の両名の項目にもその旨の記述がされたが、『日本映画俳優名鑑 昭和五年版』（同）では「押本七之助を兄に持つはあやまりである」と否定している。現在では『日本映画俳優全集 男優編』などでもこの件は言及されていない。

## 出演作品

### 松竹蒲田撮影所

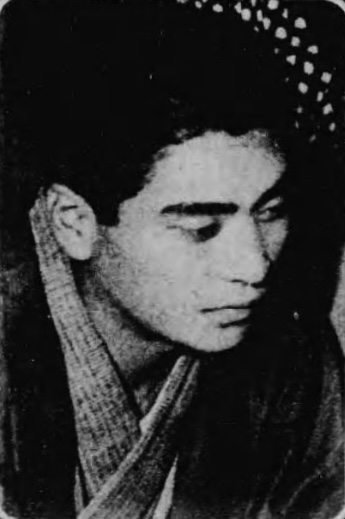
1925年の写真、満25歳。

特筆以外、全て製作は「松竹蒲田撮影所」、配給は「松竹」、特筆以外は全てサイレント映画である。
- 『光に立つ女』（『女優伝』）：監督村田実、1920年11月24日公開
- 『鉱山の秘密』：監督田中欽之、1920年12月15日公開 - 安田の配下・谷山耕三
- 『極光の彼方へ』：監督田中欽之・近藤伊与吉、1921年4月22日公開
- 『剣舞の娘』：監督牛原虚彦、1921年10月14日公開 - その仲間大平
- 『屑七の家』：監督島津保次郎、1922年5月21日公開
- 『若き人々』：監督牛原虚彦、1922年7月21日公開
- 『火華』：監督賀古残夢、1922年8月11日公開
- 『祭の夜』：監督島津保次郎、1922年8月31日公開
- 『狼の群』：監督牛原虚彦、1923年3月1日公開
- 『大東京の丑満時 第二篇 活劇篇』：監督野村芳亭、1923年5月16日公開 - 不良の大将・狼
- 『女と海賊』：監督野村芳亭、1923年7月1日公開 - 八艘飛の権十
- 『実説国定忠治 雁の群』：監督野村芳亭、1923年7月27日公開
- 『お転婆娘』：監督小沢得二、1923年8月7日公開
- 『黒装束』：監督島津保次郎、1923年8月7日公開
- 『旋風』：監督大久保忠素、1924年4月3日公開
- 『感じの好い映画集 猫』：監督野村芳亭、1924年4月13日公開 - 頓馬な泥棒
- 『白壁の家』：監督小沢得二、1924年7月11日公開
- 『噫伊藤巡査』：監督枝正義郎、製作松竹下加茂撮影所、1924年7月31日公開
- 『峠の彼方』：監督清水宏、1924年8月1日公開 - 流れ者・勇作（主演）
- 『柳生又十郎』：監督賀古残夢、1924年8月1日公開
- 『涯なしの海』：監督大宰正夫、1924年8月21日公開
- 『灼熱の恋』：監督大久保忠素、1924年9月11日公開
- 『関の五本松』（『関の一本松』）：監督牛原虚彦、1924年10月17日公開 - 主演
- 『逆流に立ちて』：監督安田憲邦、1924年10月17日公開
- 『赤坂心中』：監督安田憲邦、1924年11月11日公開
- 『指輪』：監督牛原虚彦、1924年12月5日公開 - 主演
- 『一度怒らば』：監督蔦見丈夫、1924年12月31日公開 - 主演
- 『幻を追ふて』：監督吉野二郎、1925年2月11日公開 - 主演
- 『呪の女』：監督吉野二郎、1925年2月21日公開 - 主演
- 『南島の春』：監督島津保次郎、1925年4月2日公開 - 主演
- 『男見るべからず』：監督池田義信、1925年5月1日公開 - 主演
- 『空は晴れたり』：監督五所平之助、1925年5月31日公開 - 主演
- 『郊外の家』：監督重宗務、1925年7月14日公開 - 洋画家柴崎清（主演）
- 『夕立勘五郎』：監督吉野二郎、1925年7月22日公開 - 主演
- 『恋の栄冠』：監督牛原虚彦、1925年8月27日公開
- 『象牙の塔』：監督牛原虚彦、1925年9月18日公開 - 第二の紳士
- 『支那街の夜 第一篇』：監督大久保忠素、1925年9月18日公開 - 主演
- 『支那街の夜 第二篇』：監督大久保忠素、1925年9月25日公開 - 主演
- 『支那街の夜 第三篇』：監督大久保忠素、1925年10月9日公開 - 主演
- 『上野の鐘』：監督重宗務、1925年11月7日公開
- 『湖畔の悲哀』：監督蔦見丈夫、1925年11月20日公開 - 仙蔵（主演）
- 『乃木大将伝』（『乃木大将』）：監督牛原虚彦、1925年12月31日公開 - 河原林少尉
- 『覆面の影』：監督島津保次郎、1926年1月21日公開
- 『嵐』：監督勝見庸太郎、1926年1月27日公開
- 『支那街の夜 最終篇』：監督大久保忠素、1926年2月10日公開 - 主演
- 『渦巻く血刃の情火』：監督大久保忠素・斎藤寅次郎、1926年2月14日公開
- 『初恋』：監督五所平之助、1926年3月26日公開 - 甥・信哉
- 『お坊ちゃん』：監督島津保次郎、1926年5月1日公開 - 馬賊の隊長
- 『人間愛』：監督鈴木重吉、1926年6月4日公開 - 被告・千吉
- 『八百屋お七』：監督重宗務、1926年6月10日公開
- 『奔流』：監督五所平之助、1926年6月23日公開
- 『海人 南国篇』：監督鈴木傳明、1926年8月30日公開
- 『海人 都会篇』：監督鈴木傳明、1926年10月5日公開 - 船持江木
- 『コスモス咲く頃』：監督野村芳亭、1926年11月18日公開
- 『狼の血』：監督蔦見丈夫、1926年12月1日公開 - 主演
- 『妖婦五人女 第五篇 令嬢おすみ』：監督池田義信、1926年12月31日公開
- 『地下室』：監督蔦見丈夫、1927年1月10日公開
- 『やつ当りこぶだらけ』：監督蔦見丈夫、1927年1月20日公開 - 主演
- 『涙の笑顔』：監督島津保次郎、1927年1月22日公開 - 主演
- 『寄宿舎の南京虫』：監督蔦見丈夫、1927年1月28日公開 - 主演
- 『九官鳥』：監督野村芳亭、1927年1月28日公開 - 大工熊五郎
- 『吹雪の後』（『吹雪のあと』）：監督大久保忠素、1927年3月29日公開
- 『父帰る』：監督野村芳亭、1927年3月29日公開 - 道化芸人蝶吉
- 『国境警備の唄』（『国境の唄』）：監督蔦見丈夫、1927年5月22日公開 - 愛人一馬
- 『白虎隊』：監督野村芳亭、1927年6月26日公開 - 桐野利秋
- 『夜は曲者』（『夜の強者』）：監督蔦見丈夫、1927年8月26日公開 - 主演
- 『海の勇者』：監督島津保次郎、1927年10月26日公開
- 『哀愁の湖』：監督佐々木恒次郎、1927年12月8日公開 - 主演
- 『里吹く嵐』（『里吹く風』）：監督蔦見丈夫、1927年月日不明公開 - 主演
- 『近代武者修行』：監督牛原虚彦、1928年1月5日公開
- 『道呂久博士』：監督野村芳亭、1928年2月18日公開 - マドロスの留
- 『神への道』：監督五所平之助、1928年6月8日公開
- 『民族の叫び』：監督野村芳亭、1928年11月3日公開
- 『輝く昭和』：監督島津保次郎、1928年11月17日公開 - 従卒神田甚造
- 『青春交響楽』：監督野村芳亭、1928年12月31日公開 - 和田健作
- 『森の鍛冶屋』：監督清水宏、1929年1月5日公開 - 息一郎
- 『雲雀なく里』：監督野村芳亭、1929年4月20日公開
- 『彩られる唇』：監督豊田四郎、1929年5月10日公開 - 主演
- 『三善人』（『3善人』）：監督野村芳亭、1929年8月15日公開 - 九州の寅松
- 『美人は黒い』：監督島津保次郎、1929年8月23日公開 - 不良青年
- 『親父とその子』：監督五所平之助、1929年9月13日公開
- 『都会を泳ぐ女』：監督豊田四郎、1929年12月10日公開 - 主演
- 『進軍』：監督牛原虚彦、1930年3月7日公開 - 大和田飛行士
- 『女は何処へ行く』：監督池田忠雄、1930年5月24日公開 - 請負師半蔵
- 『若者よなぜ泣くか』：監督牛原虚彦、1930年11月15日公開 - 新聞記者
- 『街の浮浪者』（『街のルンペン』）：監督池田義信、1931年5月11日公開
- 『陽気なお嬢さん』：監督重宗務、1932年6月3日公開 - 山田信吉 ※サウンド版
- 『残されたお菊ちゃん』：監督野村浩将、1932年11月10日公開
- 『忠臣蔵 前篇 赤穂京の巻』：監督衣笠貞之助、製作松竹下加茂撮影所、1932年12月1日公開 - 笠原長太郎 ※トーキー
- 『忠臣蔵 後篇 江戸の巻』：監督衣笠貞之助、製作松竹下加茂撮影所、1932年12月1日公開 - 笠原長太郎 ※トーキー
- 『昨日の女・今日の女』（『昨日の女、今日の女』）：監督佐々木恒次郎、1933年4月8日公開 - 瀬木飛行士
- 『愛撫 ラムール』：監督五所平之助、1933年11月9日公開 - 刑事
- 『光輝満洲国』：監督石川和雄、1934年7月公開
- 『永久の愛 前篇』：監督池田義信、1935年10月15日公開 - 職工山崎 ※サウンド版
- 『永久の愛 後篇』：監督池田義信、1935年10月15日公開 - 職工山崎 ※サウンド版

### フリーランス
特筆以外、全て製作は「東京発声映画製作所」、配給は「東宝映画」、以降全てトーキーである。
- 『オケヤ・アカハチ』：監督豊田四郎、1937年6月1日公開 - 金武城
- 『若旦那三国一』：監督重宗務、1937年6月20日公開 - 水上
- 『波止場やくざ』：監督重宗務、1937年9月8日公開 - 司厨長坂口
- 『若い人』：監督豊田四郎、1937年10月8日公開 - 視学官
- 『十字砲火』：監督重宗務、1937年12月31日公開 - 押川准尉
- 『鶯』：監督豊田四郎、1938年11月9日公開 - 村会議員
- 『松下村塾』：監督重宗和伸、1939年12月7日公開 - 冨永有隣
- 『空想部落』：監督千葉泰樹、製作南旺映画、1939年12月13日公開 - 工藤傳蔵

### 日活多摩川撮影所
全て製作は「日活多摩川撮影所」、配給は「日活」である。
- 『春ひらく』：監督野口博志、1940年5月8日公開 - 村上源作
- 『最後のトロムペット』：監督野口博志、1940年8月29日公開 - 分会長
- 『男一度』：監督山本弘之、1940年9月19日公開 - 内野幸一
- 『生活の歓び』：監督山本弘之、1940年12月12日公開 - 原田
- 『明暗二街道』：監督田口哲、1941年4月10日公開
- 『将軍と参謀と兵』（戦後改訂新版『戦争と将軍』）：監督田口哲、1942年3月7日公開 - 参謀矢垣中佐

### 大映
特筆以外、全て製作は「大映東京撮影所（大映東京第二撮影所）」、配給は「映画配給社」である。
- 『シンガポール總攻撃』（『シンガポール總攻撃』）：監督島耕二、1943年4月29日公開 - 八木澤軍曹
- 『マライの虎』：監督古賀聖人、1943年6月24日公開 - 福原少佐
- 『重慶から来た男』：監督山本弘之、1943年11月11日公開 - 上杉製作部長
- 『若き姿』：監督豊田四郎、製作朝鮮映画、1943年12月1日公開
- 『モンペさん』：監督田中重雄、1944年1月8日公開
- 『父子桜』：監督小石栄一、1944年3月23日公開 - 漆原軍曹
- 『肉弾挺身隊』：監督田中重雄、1944年9月28日公開
- 『最後の帰郷』：監督田中重雄・吉村廉、1945年7月26日公開 - 部隊長